# Cincinnati Gardens

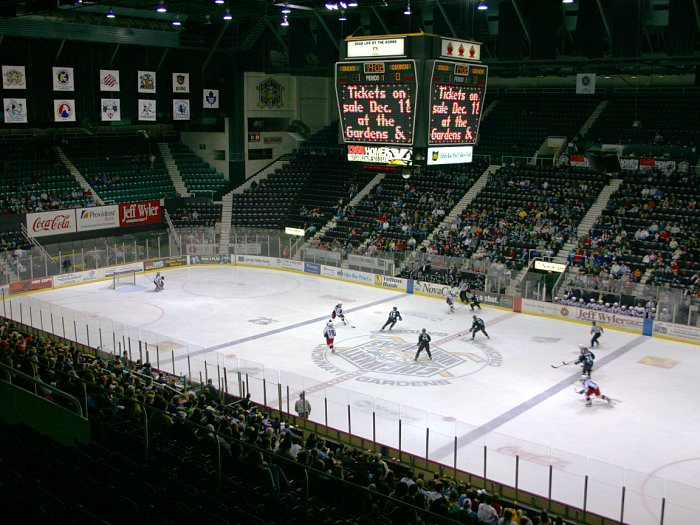
Interior del Cincinnati Gardens.

El Cincinnati Gardens fue un pabellón multiusos situado en Cincinnati, Ohio. Tuvo una capacidad para 10.208 espectadores y fue inaugurado en 1949. Fue la sede de los Cincinnati Royals de la NBA entre 1957 y 1972.

## Historia
El pabellón abrió sus puertas el 22 de febrero de 1949 con un partido de exhibición de hockey sobre hielo entre los Dallas Texans y los Montreal Canadiens. En su primera semana se programaron además partidos de baloncesto y un combate de boxeo entre el local Ezzard Charles y Joey Maxim, ganando Charles en 15 asaltos, y logrando el acceso a enfrentarse por el título de los pesos pesados con Joe Louis.
Cuando se inauguró, se convirtió en el séptimo pabellón cubierto de los Estados Unidos con más capacidad, con sus casi 11 000 localidades.
El pabellón cerró y fue demolido en 2018.

## Eventos

### Eventos deportivos
El 11 de enero de 1966 fue la sede del All-Star Game de la NBA, en el que se dieron cita 13 653 espectadores, y que acabó con victoria de la Conferencia Este.

### Conciertos y espectáculos
A lo largo de su historia han sido numerosos los conciertos celebrados en sus instalaciones, destacando Iron Maiden y Alice Cooper, con 6 conciertos, Van Halen con 4, o Kiss y Black Sabbath con 3, aunque también por su escenario han pasado gente como Elvis Presley, The Beatles, Madonna, Michael Jackson, Bob Dylan, Sammy Davis Jr., Tom Petty, Neil Diamond, Grateful Dead, Pink Floyd y Kinks, entre muchos otros.